# Dubki
Dubki (orosz nyelven: Дубки) városi jellegű település Oroszországban, a Dagesztáni Köztársaságban, 5202 lakossal (2010. október 14-i adat).

## Földrajza

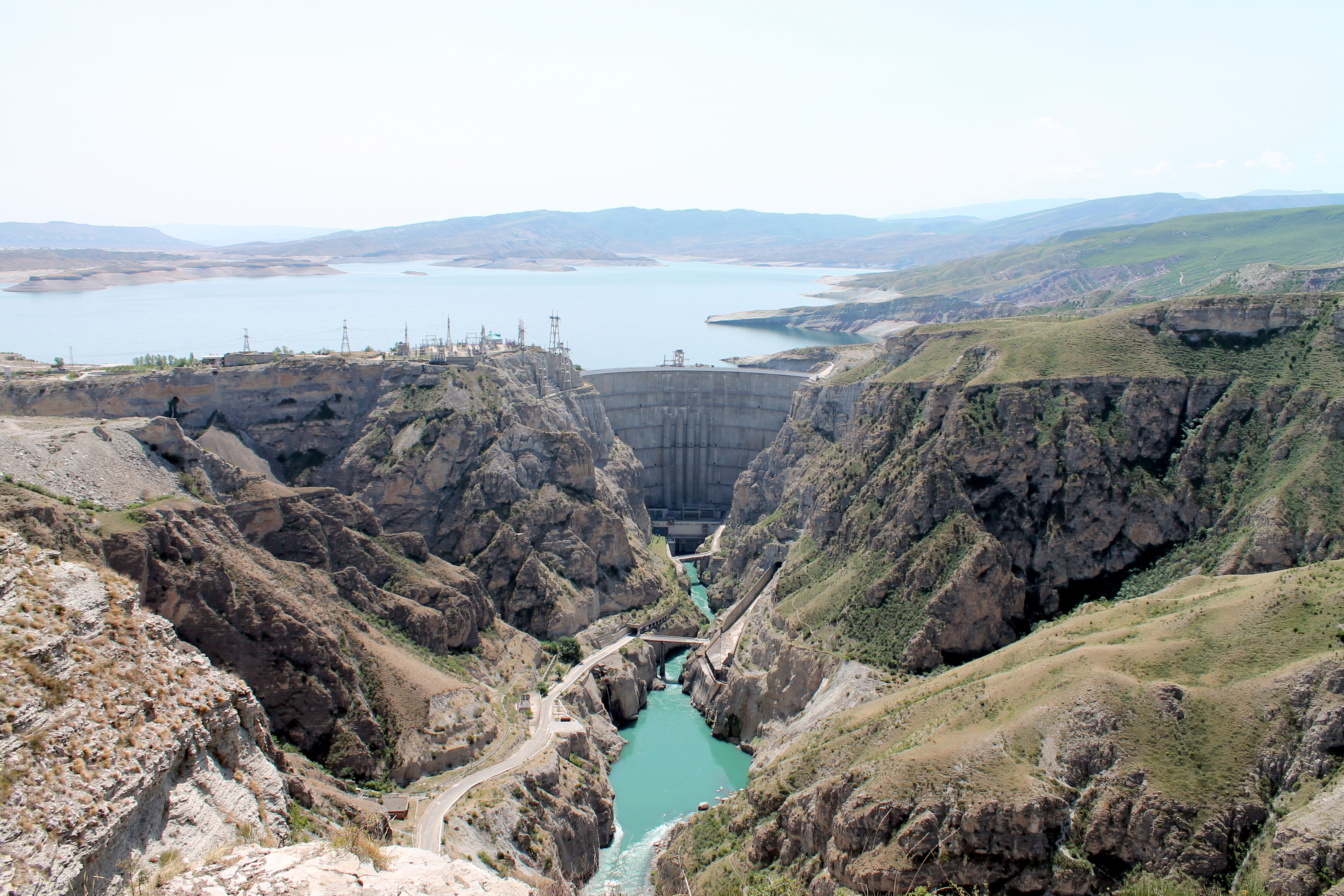
A csirkeji vízerőmű gátja Dubki közelében

Dubki a Nyugat-Kaukázus keleti részében, Mahacskalától, a köztársaság fővárosától mintegy 50 km-re nyugatra fekszik, a Szulak folyó közel 700 méter mély kanyonjában, a csirkeji vízerőműtől 6 km-re északra található.
Dubki a Kazbeki járáshoz tartozik, és kb. 15 km-re délkeletre fekszik Dilimtől, a közigazgatási központtól. A falu lakosságának háromnegyede kaukázusi avar.

## Története
Dubkit  1965-ben alapították a csirkeji vízerőmű építésekor. 1974-ben városi típusú település státuszt kapott.

## Fordítás
- Ez a szócikk részben vagy egészben  a   Dubki,_Republic_of_Dagestan című angol Wikipédia-szócikk fordításán alapul.  Az eredeti cikk szerkesztőit annak laptörténete sorolja fel. Ez a jelzés csupán a megfogalmazás eredetét és a szerzői jogokat jelzi, nem szolgál a cikkben szereplő információk forrásmegjelöléseként.